# Haploniscus capensis
Haploniscus capensis är en kräftdjursart som beskrevs av Menzies1962. Haploniscus capensis ingår i släktet Haploniscus och familjen Haploniscidae. Inga underarter finns listade i Catalogue of Life.